# 30719 Isserstedt
30719 Isserstedt eller 1963 RJ är en asteroid i huvudbältet som upptäcktes den 13 september 1963 av den amerikanske astronomen Karl W. Kamper vid Karl Schwarzschild-observatoriet. Den är uppkallad efter Isserstedt i Jena.